# Matheus Jussa
Matheus Isaías dos Santos, mais conhecido como Matheus Jussa (Osasco, 22 de março de 1996) é um futebolista brasileiro que atua como volante e zagueiro. Atualmente joga pelo Shanghai Port.

## Carreira

### Portuguesa-SP
Natural de Osasco, São Paulo, Matheus Jussa veio de uma família humilde e mudou-se à capital para atuar pela Portuguesa, aos 14 anos. Considerado uma das grandes promessas do clube, assinou seu primeiro contrato profissional com 17 anos e foi integrado ao elenco do clube na Série B de 2014. Apesar do rebaixamento da Lisa no mesmo ano, Matheus chamou a atenção do Vasco que o contratatou-o.

### Vasco
Matheus Jussa assinou um contrato por três temporadas. Na espectativa de atuar pelo profissional do cruz-maltino, Matheus desceu e foi relacionado para o sub-20 do Vasco em 2016, onde acabou lesionando-se e ficou quatro meses parado. Com a chegada de Cristóvão Borges em 2017, Jussa perdeu o espaço e ficou sete meses fazendo apenas academia no clube. Acabou saindo do clube sem fazer um treino pelo profissional do clube.

### Bonsucesso, Botafogo-SP, São Bernardo e Oeste
Após um acordo entre seus empresários e a diretoria do Vasco, Matheus conseguiu ter seu contrato rescindido e foi anunciado pelo Botafogo-SP. Antes do Botafogo, passou pelo Bonsucesso. Na sequência, optou em aceitar a proposta do São Bernardo e ficou duas temporadas no clube do ABC Paulista. Ao todo, o volante disputou 26 jogos com a camisa do Tigre.
Em junho de 2019, foi contratado pelo Oeste pelo bom desempenho do Bernô durante o Campeonato Paulista da Série A2. Rapidamente tornou-se titular com o técnico Renan Freitas no Rubrão.
Pelo Oeste, foram 24 partidas antes de ser emprestado ao Internacional.

### Internacional
Foi anunciado em 2 de julho de 2020 como novo reforço do Internacional por empréstimo até dezembro de 2021.
Sua estreia ocorreu em 26 de julho de 2020, no empate de 1–1 com o Esportivo na 5ª rodada do Campeonato Gaúcho. Na ausência do lateral-esquerdi titular Uendel, Jussa foi improvisado na posição.
Entretanto, acabou não tendo muito espaço e não rendendo o esperado. Atuou em apenas cinco partidas pelo Colorado, como zagueiro e improvisado na lateral-esquerda sob o comando de Eduardo Coudet. Após a chegada de Abel Braga, não entrou em campo em nenhuma partida. Com isso, saiu três meses antes do final do empréstimo e retornou ao Oeste.

### Fortaleza
Em 28 de fevereiro, foi anunciado como novo reforço do Fortaleza por empréstimo até o final de 2021. Foi apresentado em 4 de março.
Marcou seu primeiro gol em 3 de abril, fazendo o primeiro tento da vitória por 2–1 sobre o Bahia na 7ª rodada da Copa do Nordeste, ajudando o Leão a avança à próxima fase do torneio.
Na primeira temporada atuou 45 vezes e marcou um gol, tendo o bom desempenho levado o clube a adquirí-lo em definitivo pelo valor de 1 milhão de reais por final da temporada 50% de seus direitos, estendendo seu vínculo com o clube até dezembro de 2024.
Em 2022, Jussa disputou 35 jogos, mas não conseguiu repetir as boas atuações e passou a conviver com críticas da torcida, inclusive pelos dois gols contra que havia feito. Jussa disputou 80 partidas ao todo pelo clube cearense, tendo conquistado dois títulos estaduais e uma Copa do Nordeste.

### Qatar SC
Jussa foi emprestado ao Qatar SC até dezembro de 2022 e foi apresentado pelo clube catari em 1 de julho do mesmo ano, tendo o Fortaleza recebido 50 mil dólares (equivalente a 258 mil reais).
Marcou seu primeiro gol pelo clube em setembro, na vitória por 3–1 sobre o Al-Wakrah na penúltima rodada do Campeonato Qatari. Nas últimas oito partidas disputadas, Jussa havia sido titular em sete.
Jussa fez dez jogos e marcou três gols pelo clube antes de retornar ao Fortaleza.

### Cruzeiro
Em 15 de fevereiro de 2023, Jussa foi anunciado como reforço do clube mineiro até o final do ano.
Jussa fez sua estreia pelo Cruzeiro diante da Caldense em 24 de fevereiro de 2023, na vitória por 2–1 em jogo da penúltima rodada do Campeonato Mineiro, entrando aos 32 minutos do segundo tempo no lugar de Neto Moura.
Marcou seu primeiro gol pela raposa na sua 16ª partida pela equipe em 14 de setembro na vitória por 3–0 sobre o Santos pela 23ª rodada do Campeonato Brasileiro.
Despediu-se do clube ao final do empréstimo, com 27 partidas e um gol marcado.

### Shanghai Port
No dia 12 de fevereiro de 2023, foi anunciada a sua  venda de volante ao Shanghai Port, da China. O Leão do Pici vendeu 75% dos direitos de Jussa e os outros 25% pertenciam ao Oeste por 400 mil dólares.
Marcou seu primeiro gol em 26 de julho de 2024, na goleada de 8–1 sobre o Nantong Zhiyun no Campeonato Chinês, contribuindo para a 16ª vitória seguida do time. Até aquele momento, havia disputado 19 dos 21 jogos no campeonato e sido titular em 16.
Logo em seu primeiro ano, conquistou o Campeonato Chinês e a Copa da China, contribuindo com dois gols e quatro assistências na temporada.

## Estilo de jogo
Jussa é primeiro volante mas também atuar como zagueiro caso preciso. Além da versatilidade, destaca-se por sua parte física em força e o uso corpo, bom passe e desarme, marcação, velocidade e recuperação.

## Vida pessoal
Matheus ganhou o apelido "Jussa" ainda nas categorias de base da Portuguesa, por sua semelhança com o ex-volante Jucilei. O intuito era chamá-lo com o nome do volante, entretanto o treinador da base optou por mudar para Jussa, que acabou ficando.

## Títulos

### Fortaleza
- Campeonato Cearense: 2021, 2022
- Copa do Nordeste: 2022

### Shanghai Port
- Campeonato Chinês: 2024
- Copa da China: 2024